# هبة مجدي
هبة مجدي عبد المنعم  (28 يوليو 1988 -)، ممثلة ومغنية مصرية.

## عن حياتها
درست في كلية الآداب جامعة عين شمس قسم نقد مسرحي وأيضا تدرس في معهد الموسيقي العربية بأكاديمية الفنون وأيضا لديها موهبة رقص الباليه منذ أن كان عمرها 5 سنوات. في عام 2016 تزوجت من الفنان المصري محمد محسن،  وفي عام 2017 رزقت بطفلة أسمتها «دهب».وفي عام 2021 رزقت بطفل أسمته «موسى»

## مشوارها الفني
بدأت في مجال الفن والثمثيل بالتحاقها بدار الأوبرا المصرية تحت قيادة الدكتور جمال سلامة ثم تدربت على يد المايسترو صلاح عرام وكانت معها آمال ماهر في ذلك الوقت ثم بعد ذلك اشتركت هبة في مسلسل بوجي وطمطم ثم مع أسطورة الكوميديا الراحل فؤاد المهندس في فوازير عمو فؤاد وكان في خلال عام 1998 حتي 2003.
أول أعمالها التلفزيونية كانت في مسلسل العيد ألوان من إخراج محمد رجائي حينما كانت في الصف الرابع الابتدائي وكانت تشارك فيه سمية الخشاب وشاركت أيضاً في العديد من مسلسلات الأطفال في ذلك الوقت وأيضاً مسلسل عائلة مجنونة جدا لفتحي عبد الوهاب ورانيا فريد شوقي.
أما عن بدايتها في مسلسلات الكبار فكان أولهم مسلسل قاسم أمين مع المخرجة إنعام محمد علي ثم مسلسل الإمبراطور مع المخرج جمال عبد الحميد ثم امرأة من نار مع الفنانة إلهام شاهين والمخرج أحمد صقر وبعدها قامت بدورها في مسلسل مباراة زوجية الذي كان من إخراج إنعام محمد علي وأيضا دورها في مسلسل سارة مع الفنانة حنان ترك والفنان أحمد رزق وكانت كلها أدوار صغيرة.

## أعمالها

### الأفلام
- 2012: وبعد الطوفان
- 2013: القشاش
- 2016: فص ملح وداخ
- 2017: يوم من الأيام
- 2025 استنساخ

### المسلسلات
- 2002: قاسم أمين
- 2002: الإمبراطور
- 2003: حكايات زوج معاصر
- 2004: امرأة من نار
- 2005: سارة
- 2005: أنا وهؤلاء
- 2006: مباراة زوجية
- 2006: عايش في الغيبوبة
- 2006: القاهرة 2000
- 2007: الفريسة والصياد
- 2008: ليل الثعالب
- 2008: قصة الأمس
- 2008: شط إسكندرية
- 2009: قاتل بلا أجر
- 2009: الأدهم
- 2009: أفراح إبليس
- 2010: العار
- 2010: أغلى من حياتي
- 2011: مشرفة رجل لهذا الزمان
- 2011: شبرا تي في
- 2012: قضية معالي الوزيرة
- 2012: الزوجة الرابعة
- 2012: الإمام الغزالي
- 2012: 9 جامعة الدول
- 2013: مزاج الخير
- 2013: في بيتنا حريقة
- 2013: الشك
- 2014: أبو هيبة في جبل الحلال
- 2014: الخطيئة
- 2015: ولي العهد
- 2015: لعبة ابليس
- 2015: حالة عشق
- 2015: مسلسل الوسواس
- 2016: يونس ولد فضة
- 2017: ولاد تسعة
- 2017: عائلة الحاج نعمان (ج1)
- 2018: عوالم خفية
- 2018: عائلة الحاج نعمان (ج2)
- 2019: ولد الغلابة
- 2019: نصيبي وقسمتك 3
- 2019: طلقة حظ
- 2020: فرصة تانية
- 2020: الأخ الكبير
- 2021: موسى
- 2022:المداح أسطورة الوادي
- 2023: المداح أسطورة العشق
- 2023: عيشها بفرحة (عن كتاب 55 مشكلة حب)
- 2024: المداح أسطورة العودة
- 2024 ساعته وتاريخها
- 2025: المداح: أسطورة العهد
- 2025: منتهي الصلاحية
- 2025 حرب الجبالى

### المسلسلات الإذاعية
- 2016: مسلسل بحلم بيه
- 2017: بريد جمعة
- 2018: رحلة حرب الشوبكشي

### المسرحيات
- 2015: ليلة من ألف ليلة
- 2019: الملك لير

### الرسوم المتحركة
- 2014: عجائب القصص في القرآن

## وصلات خارجية
- هبة مجدي على موقع IMDb (الإنجليزية)
- هبة مجدي على موقع الدهليز
- هبة مجدي على موقع قاعدة بيانات الأفلام العربية
- هبة مجدي على موقع ميوزك برينز (الإنجليزية)
- هبة مجدي على موقع قاعدة بيانات الفيلم (الإنجليزية)